# 銀嶺の果て
『銀嶺の果て』（ぎんれいのはて）は、1947年（昭和22年）8月5日公開の日本映画である。東宝製作・配給。監督は谷口千吉。モノクロ、スタンダード、88分。
黒澤明が執筆したオリジナル脚本『山小屋の三悪人』を、谷口がメガホンを取った監督第1作。冬の日本アルプスでロケーションを行った山岳アクション映画であり、三船敏郎のデビュー作であると共に伊福部昭が初めて映画音楽を手がけた作品でもある。
第21回キネマ旬報ベスト・テン第7位。東宝からDVDが発売されている。

## あらすじ
深夜、とある銀行がピストルを手にした強盗に襲われる。「銀行破り三人組 長野縣下に遁入!」の新聞見出しが踊る。北アルプス山麓に置かれた捜査本部では、付近の施設一体に電話連絡を試みたものの、鹿の湯温泉に連絡がつかず、犯人による電話線切断の可能性を疑い、逃走経路の絞り込みが行われる。地理に明るくない本庁の刑事に対して鹿の湯までは20キロの一本道、その先7キロで農林小屋、さらに14キロで谷沢スキー小屋、その先は道が無いのも同然で、冬に素人が山を越そうとするのは自殺行為だと所轄の刑事が説明する。更に農林小屋と谷沢スキー小屋の間はこの時期は雪崩の巣であり、署長の見立てでは犯人は袋の鼠だという。村ではラジオを聞いて子どもでも銀行破りの話題を口にしている。今ごろラジオで事件のことを聞いた鹿の湯の主人が犯人を捕まえているかもしれないと語る署長だが、武器を持った犯人を相手にして下手に動いて怪我人が出るくらいなら何も知らないほうが良いと本庁の刑事は言う。
鹿の湯では電話の不通に続いてラジオが何者かによって壊されていた。宿の主人に相談を受けた学生は、ちょうど銀行ギャング事件のニュースが流れた時に急にラジオのスイッチを切った新顔の3人組の泊まり客に疑いの目を向ける。放送によれば、犯人の1人は右手の薬指と小指が無いはずだとして、風呂に入るところを観察しようとする。廊下を見張っていると、3人組は用心して1人ずつ風呂に入る。最初に若い男（江島）、次に歳を取った男（高杉）が風呂に行き、残った雪眼鏡の男（野尻）を風呂で待ち構える学生だったが、手拭いで手元を隠しているため確認できない。そばに寄ってわざと自分の手拭いを落とし、それを拾うふりをして手元を見る。風呂を出て主人に報告するが、野尻にも気付かれる。学生は縛られ、帳場の従業員たちは地下室に閉じ込められ、宴会中の材木卸の人夫らは銃で脅されて身ぐるみを剥がされる。高杉の撃った威嚇射撃の音は近くまできていた捜索隊の犬に届き、その吠え声を聞いて3人は鹿の湯を出て雪山に入る。
営林署の農林小屋を見つけた3人は室内にあったスキー道具を燃やして暖をとる。札束の分け前と逃走方法を巡って緊張感が高まる。やがて追ってきた捜索隊の犬の声を聞き、3人は更に山の奥を目指す。追い詰められた高杉は犬に向かってピストルを発砲するが、その音は雪崩を誘発し、高杉と札束を飲み込んでいく。高杉のことを思う野尻に対して、札束がもったいないという江島。
雪崩を逃れた野尻と江島は凍えながら山中を進み、スキーのシュプールを雪面に見つけると、それをたどって歩くうち、レコードの音色を耳にし、谷沢スキー小屋に辿り着く。そこには小屋番の老人と、その孫娘の春坊（春枝）、そして小屋の常連で登山家の青年・本田がいた。やがて外は吹雪になり、先刻の雪崩と合わせて当分は山を下りられないと言われる。小屋の中を観察すると、ラジオは電池が切れており、老人たちは銀行破りのニュースを知らない様子。一方で、小屋では麓との連絡用に伝書鳩を飼っていた。野尻と江島は客として振る舞い、酒（どぶろく）を飲み、酔った本田は春枝とスザンナを踊る。それを見て野尻は笑うが、江島は緊張を切らさずに周囲の様子を見つめていた。
次の日、鳩が死んでいるのが見つかり、春枝は本田に雪を掘ってもらい、泣きながら埋葬する。自分もいつか死んだらこんなところに埋めてほしいという本田。次第に野尻は彼らの温かな人情に心を動かされる。焼きが回ったのかという江島に対して、本田に山越えの案内をさせようと提案する野尻。江島が銃の手入れをする一方で、野尻は春枝とスキーを滑り、スズランの蜂蜜を飲み、「ケンタッキーのわが家」のレコードを聞かせてもらうと、西洋も東洋も人情に変わりはない、亡くした子どものことを思い出すと語る。江島はその曲は嫌いだと告げてレコードを止めさせる。
翌朝、本田が「ローゼンモルゲン」（朝焼けによって山の雪がバラ色に染まる光景）を眺めているところに江島があいさつすると、遠くから奇妙な音がする。それは雪崩で寸断されていたルートを復旧させるための道普請の斧の音で、捜索隊が迫っているのを察した江島は、本田に銃をチラつかせて山を案内させようとするが、素人には冬の山越えは無理だと拒否される。江島は、自分は追い詰められたら何をするかわからない、あの娘がかわいくないのかと本田を強迫する。
その晩の未明、野尻と江島、そして本田は暗いうちに小屋を発ち、本田を先頭に野尻、江島の順でアンザイレンして凍てついた雪渓を歩き始める。こうなれば一蓮托生だと語る本田。途中、斜面で足を滑らせた野尻が滑落するが、本田の巧みな確保によって助かる。頂上直下まで到達したところで今度は江島が滑落し、引っ張られたはずみで野尻も確保を失い、本田は全身の力で二人の重みを支えるが、堪えきれず腕にザイルを巻き付けたまま自由を失う。宙吊りのままとっとと引っ張り上げろと悪態をつく江島。岩登りをして二人は本田のところまで来たが、本田は気絶していた。
一人だけ早々と綱を解き、腕を折って動けない本田を置いていこうという江島に対し、そんな恩知らずな真似はできないという野尻。小屋に戻るなら既に捜査の手が回っていて札束はいらないはずだという江島に、野尻は札束を差し出す。しかし二人で小屋に戻るために絶対必要なザイルとピッケルすら江島が持ち去ろうとしたため、戦いが始まる。雪庇が崩れ、二人落ちていくが、本田とザイルを結んでいた野尻だけが助かる。
野尻は本田に息があることを確かめると、必死の思いで本田を助けようと下山を始める。悪人である自分たちに強迫されて登ったのになぜザイルを切らなかったのか、という野尻に「山の掟なんですよ、死んでもあのザイルは切れないんです。人間同士お互いの体を結んだ綱は死んでも切れないんです。僕はただその掟に従っただけです」という本田。野尻はなおも本田を担いで進むが、難所で進退極まると、持っていた銃を眼下に手放す。やがて銃が岩に当たって発砲音が鳴り、それに反応した捜索隊の犬の声が聞こえてくる。「山が悪人を帰すはずはない」と小屋番の老人は呟く。
小屋には警官たちが待機しており、本田は応急手当てによって一命を取り留める。放心状態の野尻は春枝から差し出された蜂蜜に心洗われる。「生きて帰れたのだから悪人ではない」という春枝。野尻は別れ際に預けていた七得ナイフを春枝に譲る。本田にかける言葉が見つからないでいると、山の仲間の挨拶で「また山で会いましょう」と言うんですよと諭される。出発する野尻と警官たち。春枝は思い出のレコードを流しながら、雪の中、山を下りていく野尻を見送る。護送されていく列車の中で野尻は付き添いの警官に「もういっぺん山が見てえ」と願い出て、手錠のかかった手で車窓の曇りを拭き、ガラス越しに無言で北アルプスの山並みを見つめ続けた。

## スタッフ
- 原作、脚本：黒澤明
- 監督：谷口千吉
- 監督補佐：宇佐美仁
- 助監督：岡本喜八
- 撮影：瀬川順一
- 音楽：伊福部昭
- 美術：川島泰三
- 録音：亀山正二
- 音響効果：三縄一郎
- 照明：平田光治
- 編集：長沢嘉樹
- 特殊技術：東宝技術部
- 現像：キヌタ・ラボラトリー

## キャスト
- 江島：三船敏郎
- 野尻 : 志村喬
- 高杉：小杉義男
- 本田：河野秋武
- 春坊：若山セツ子
- スキー小屋の爺：高堂国典
- 署長：深見泰三
- 刑事A：坂内永三郎
- 刑事B：大町文夫
- 刑事C：望月伸光
- 新聞記者：浅田健三
- 鹿の湯の主人：石島房太郎
- 鹿の湯の女中A：登山晴子
- 鹿の湯の女中B：岡村千鶴子
- 学生A：石田鉱
- 学生B：笠井利夫

## 音楽
音楽を担当した作曲家の伊福部昭は、一見明るい場面に物悲しい音楽を付けた。追われる身である主人公が女性とスキーを楽しむというこの映画の中で唯一明るい場面なのだが、伊福部はイングリッシュホルン一本のみで悲しげな旋律をつけ、主人公の宿命を描いた。監督の谷口千吉はワルトトイフェルの『スケーターズ・ワルツ』のような明るい音楽を想定していたので対立した。その日の録音を取りやめ、演奏者に帰ってもらった後、数時間議論を続けたという。このとき仲裁をしたのが脚本の黒澤明であった。
黒澤の仲裁もあって曲はそのまま採用されたが、断片的な場面ごとではなく、作品全体を見渡した結果としての主人公の心情を表した音楽を意図したことが認められ、最終的には音楽への真摯な態度が製作側からも評価された。それ以降、映画音楽作曲家としての伊福部のキャリアが始まった。
本作のメインタイトルとして使用された曲は『空の大怪獣ラドン』で「ラドン追撃せよ」の曲としてアレンジされて使用されている。また、一部の楽曲は『ゴジラ』（1954年版）で使用された楽曲の原型ともなっている。

## その他
- 岡本喜八と三船敏郎は下積み時代、同じ下宿に住んでいた。「銀嶺の果て」では岡本が助監督、三船が俳優として参加し、二人は一番近くにいた。以来、「喜八ちゃん」「三船ちゃん」の間柄であり後に岡本が独立プロを立ち上げた際には「どうぞ三船プロダクションのスタジオを使ってください」と便宜を図っていた。
- 江島は飛行服を着ており、荒々しい所作と相まって、軍隊帰りであることをうかがわせるキャラクターである。
- 黒澤明と谷口千吉による１稿は「白と黒」と題された。撮影用台本は「山小屋の三悪人」のタイトルであったが撮影後、野暮ったい題名に宣伝部が異議を唱え協議の末、「銀嶺の果て」のタイトルで公開された。
- ロケーションは黒菱平、栂池高原、唐松岳などで行われた。ロープウェイもスノーモービルも無い時代であり山小屋を早朝に出発したスタッフとキャストは人力で機材を担ぎ上げた。元々カメラマン志望の三船は率先して重いバッテリーを運んでいた。撮影は早稲田大学山岳部の協力のもと進められた。
- 筒井康隆の小説に『銀齢の果て』という作品があるが、題名が似ているだけで本作には全く関係が無い。